# Одор, Ругнед
Ругнед Роберто Одор (исп. Rougned Roberto Odor; 3 февраля 1994, Маракайбо) — венесуэльский бейсболист, игрок второй базы клуба Главной лиги бейсбола «Балтимор Ориолс». Игрок национальной сборной Венесуэлы.

## Биография

### Ранние годы
Ругнед Одор родился и вырос в Маракайбо в бейсбольной семье. Его отец, Ругнед-старший, играл в бейсбол за команду Университета Нового Орлеана. Дядя спортсмена, Руглас, провёл восемь лет в младших лигах. Оба они в 2018 году работали в системе клуба «Кливленд Индианс». Ещё один дядя по материнской линии, Эдди Самбрано, на протяжении двух лет выступал за «Чикаго Кабс». Сам Одор начал играть в бейсбол в возрасте двух лет. В возрасте шести лет, в одном из матчей детского турнира, он выбил три хоум-рана, а также в одиночку сыграл трипл-плей. Ещё одним увлечением Ругнеда с детства являются лошади и колео (национальный вид конного спорта в Венесуэле и Колумбии).

### Профессиональная карьера
В 2011 году Одор подписал контракт с «Техас Рейнджерс» в статусе международного свободного агента. Сумма подписного бонуса превысила 400 000 долларов. В том же году он дебютировал в системе клуба, в первом своём сезоне сделав 61 хит в 58 играх. По ходу сезона он получил четырёхматчевую дисквалификацию, спровоцировав драку, приведшую к удалению шести игроков.
Весной 2014 года Одор впервые был приглашён на весенние сборы «Рейнджерс», после которых был отправлен в состав «Фриско Раф Райдерс». В начале мая он снова был вызван в основной состав, заменив травмированного Джуриксона Профара. 27 августа он выбил гранд-слэм-хоум-ран, став самым молодым с 2003 года игроком Лиги, добившимся этого. Чемпионат 2015 года Одор начал игроком основного состава, но провалил начало сезона, отбивая с показателем 14,4 % в первых 29 играх. После этого Ругнеда перевели в AAA-лигу в «Раунд-Рок Экспресс». Проведя месяц в фарм-клубе, он вернулся в состав в середине июня после травмы Делино Дешилдса.
В 2016 году Одор получил восьмиматчевую дисквалификацию после того, как ударил в лицо игрока «Торонто Блю Джейс» Хосе Баутисту. Позднее срок наказания был сокращён на один матч. «Рейнджерс» и «Блю Джейс» встретились в матчах Дивизионной серии Американской лиги. В третьей игре серии ошибка Одора в передаче привела к поражению «Техаса» в игре и в серии.
Весной 2017 года Ругнед в составе сборной Венесуэлы принял участие в играх Мировой бейсбольной классики. 30 марта Одор подписал с «Рейнджерс» новый контракт на шесть лет, сумма которого составила 49,5 млн долларов. Кроме того, Ругнед получил от владельца команды Рэя Дэвиса двух лошадей.
В апреле 2021 года генеральный менеджер «Рейнджерс» Джон Дэниелс объявил о выставлении Одора на драфт отказов, 6 апреля его обменяли в «Нью-Йорк Янкис» на игроков фарм-системы Джоша Стоуэрса и Антонио Кабельо. В регулярном чемпионате он провёл за клуб 102 игры, отбивая с показателем 20,2 %, выбил 15 хоум-ранов и набрал 39 RBI. После окончания сезона он получил статус свободного агента. В декабре 2021 года Одор подписал однолетний контракт с клубом «Балтимор Ориолс». 